# 石のカラト古墳
石のカラト古墳（いしのからとこふん）は、奈良県奈良市神功・京都府木津川市兜台にある古墳。形状は上円下方墳。国の史跡に指定されている。別名カザハヒ古墳。

## 概要
奈良県北部・京都府南部、平城京北郊の平城山丘陵において、丘陵東斜面の棚状平坦地に築造された古墳である。「カラト」の古墳名は、石室が唐櫃に似ることに由来するという。これまでに盗掘に遭っているほか、1979年（昭和54年）に発掘調査が実施されている。
墳丘は2段築成で、版築による。墳形は上段が円形で下段が方形の上円下方形で、上段は直径約9.2メートル・高さ約1.6メートル、下段は一辺約13.8メートル・高さ約1.2メートルを測る。墳丘表面には川原石による葺石が認められる。また墳丘周囲には暗渠・排水溝による排水施設が設けられている。埋葬施設は横口式石槨（石棺式石室）で、南方に開口する。盗掘のため副葬品の多くは失われているが、調査では漆片（漆塗棺か）のほか金・銀玉などが検出されている。
この石のカラト古墳は、古墳時代終末期の8世紀初頭頃の築造と推定される。被葬者は明らかでないが、奈良時代に近い頃の貴族の墓と想定される点で重要視される古墳である。
古墳域は1996年（平成8年）に国の史跡に指定された。現在は復原整備のうえで公開されている。

## 遺跡歴
- 中世期、盗掘[4]。
- 1979年（昭和54年）、ニュータウン建設計画に伴う発掘調査（奈良文化財研究所、1979年に概報刊行・2005年に報告書刊行）[5][4][3]。
- 1987年（昭和62年）、復原整備[3]。
- 1996年（平成8年）7月16日、国の史跡に指定[6]。

## 埋葬施設
埋葬施設としては横口式石槨が構築されており、南方に開口する。石槨の規模は次の通り。
- 長さ：2.6メートル
- 幅：1.04メートル
- 高さ：1.06メートル

石槨の構造は高松塚古墳（明日香村）に類似する。石槨は組合式で、凝灰岩の切石16枚（天井4・床4・側壁各3・奥壁1・扉石1）から構成される。天井部は屋根形に刳り込まれている。
石槨内からは金製玉1・銀製玉1・銀装大刀金具類3・金箔片・黒漆断片が、墓道からは須恵器が検出されている。

## 文化財

### 国の史跡
- 石のカラト古墳 - 1996年（平成8年）7月16日指定[6]。

## その他
江戸時代の「五ヶ村惣図」（享保9年（1724年））によると、大和国超昇寺郷と山城国相楽郡との間で山論が起きた際に、超昇寺郷が勝訴して相楽郡に舌状に張り出すこととなった。これが本古墳が奈良県と京都府にまたがることになった要因とされる。

## 関連文献
（記事執筆に使用していない関連文献）
- 京都府教育委員会「石のカラト古墳の調査」『奈良山 : 平城ニュータウン予定地内遺跡調査概報』 3巻、京都府教育委員会、1973年。hdl:11177/5692。 NCID BN07597982。
- 文化財研究所奈良文化財研究所「奈良山発掘調査報告：石のカラト古墳・音乗谷古墳の調査」『奈良文化財研究所学報 : 奈良山発掘調査報告』第1巻第72号、文化財研究所奈良文化財研究所、2005年、1-1頁、doi:10.24484/sitereports.14501-11322。